# August Krakau

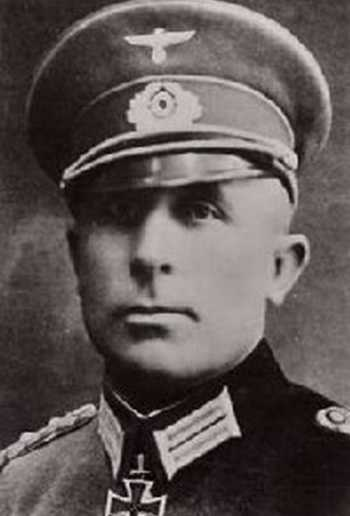
August Krakau

August Krakau (* 12. September 1894 in Pirmasens; † 7. Januar 1975 in Amberg) war ein deutscher Offizier, zuletzt Generalleutnant im Zweiten Weltkrieg. Er wurde am 21. Juni 1941 als Oberst und Kommandeur vom Gebirgsjäger-Regiment 85 mit dem Ritterkreuz des Eisernen Kreuzes ausgezeichnet. Krakau führte als Kommandeur von 1942 bis zu ihrer Kapitulation 1945, mit einer kurzen Unterbrechung, die 7. Gebirgs-Division.